# Lista över countyn i South Dakota

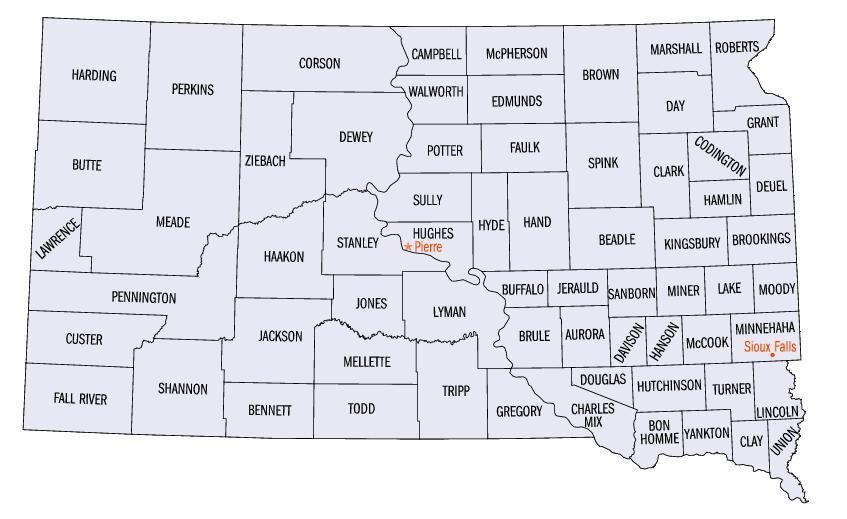
South Dakotas countyn. Shannon County har bytt namn till Oglala Lakota County.

Detta är en lista över de 66 countyn som finns i delstaten South Dakota i USA.
| County               | Centralort (County Seat) | Grundat |
| -------------------- | ------------------------ | ------- |
| Aurora County        | Plankinton               | 1881    |
| Beadle County        | Huron                    | 1879    |
| Bennett County       | Martin                   | 1909    |
| Bon Homme County     | Tyndall                  | 1862    |
| Brookings County     | Brookings                | 1862    |
| Brown County         | Aberdeen                 | 1879    |
| Brule County         | Chamberlain              | 1875    |
| Buffalo County       | Gann Valley              | 1873    |
| Butte County         | Belle Fourche            | 1883    |
| Campbell County      | Mound City               | 1873    |
| Charles Mix County   | Lake Andes               | 1862    |
| Clark County         | Clark                    | 1873    |
| Clay County          | Vermillion               | 1862    |
| Codington County     | Watertown                | 1877    |
| Corson County        | McIntosh                 | 1909    |
| Custer County        | Custer                   | 1875    |
| Davison County       | Mitchell                 | 1873    |
| Day County           | Webster                  | 1879    |
| Deuel County         | Clear Lake               | 1862    |
| Dewey County         | Timber Lake              | 1873    |
| Douglas County       | Armour                   | 1873    |
| Edmunds County       | Ipswich                  | 1873    |
| Fall River County    | Hot Springs              | 1883    |
| Faulk County         | Faulkton                 | 1873    |
| Grant County         | Milbank                  | 1873    |
| Gregory County       | Burke                    | 1862    |
| Haakon County        | Philip                   | 1914    |
| Hamlin County        | Hayti                    | 1873    |
| Hand County          | Miller                   | 1873    |
| Hanson County        | Alexandria               | 1873    |
| Harding County       | Buffalo                  | 1909    |
| Hughes County        | Pierre                   | 1880    |
| Hutchinson County    | Olivet                   | 1862    |
| Hyde County          | Highmore                 | 1873    |
| Jackson County       | Kadoka                   | 1914    |
| Jerauld County       | Wessington Springs       | 1883    |
| Jones County         | Murdo                    | 1916    |
| Kingsbury County     | De Smet                  | 1873    |
| Lake County          | Madison                  | 1873    |
| Lawrence County      | Deadwood                 | 1875    |
| Lincoln County       | Canton                   | 1867    |
| Lyman County         | Kennebec                 | 1873    |
| Marshall County      | Britton                  | 1885    |
| McCook County        | Salem                    | 1873    |
| McPherson County     | Leola                    | 1873    |
| Meade County         | Sturgis                  | 1889    |
| Mellette County      | White River              | 1909    |
| Miner County         | Howard                   | 1873    |
| Minnehaha County     | Sioux Falls              | 1862    |
| Moody County         | Flandreau                | 1873    |
| Oglala Lakota County | -                        | 1875    |
| Pennington County    | Rapid City               | 1875    |
| Perkins County       | Bison                    | 1909    |
| Potter County        | Gettysburg               | 1875    |
| Roberts County       | Sisseton                 | 1883    |
| Sanborn County       | Woonsocket               | 1883    |
| Spink County         | Redfield                 | 1873    |
| Stanley County       | Fort Pierre              | 1873    |
| Sully County         | Onida                    | 1873    |
| Todd County          | Mission                  | 1909    |
| Tripp County         | Winner                   | 1873    |
| Turner County        | Parker                   | 1871    |
| Union County         | Elk Point                | 1862    |
| Walworth County      | Selby                    | 1873    |
| Yankton County       | Yankton                  | 1862    |
| Ziebach County       | Dupree                   | 1911    |